# Pfarrkirche Vichtenstein

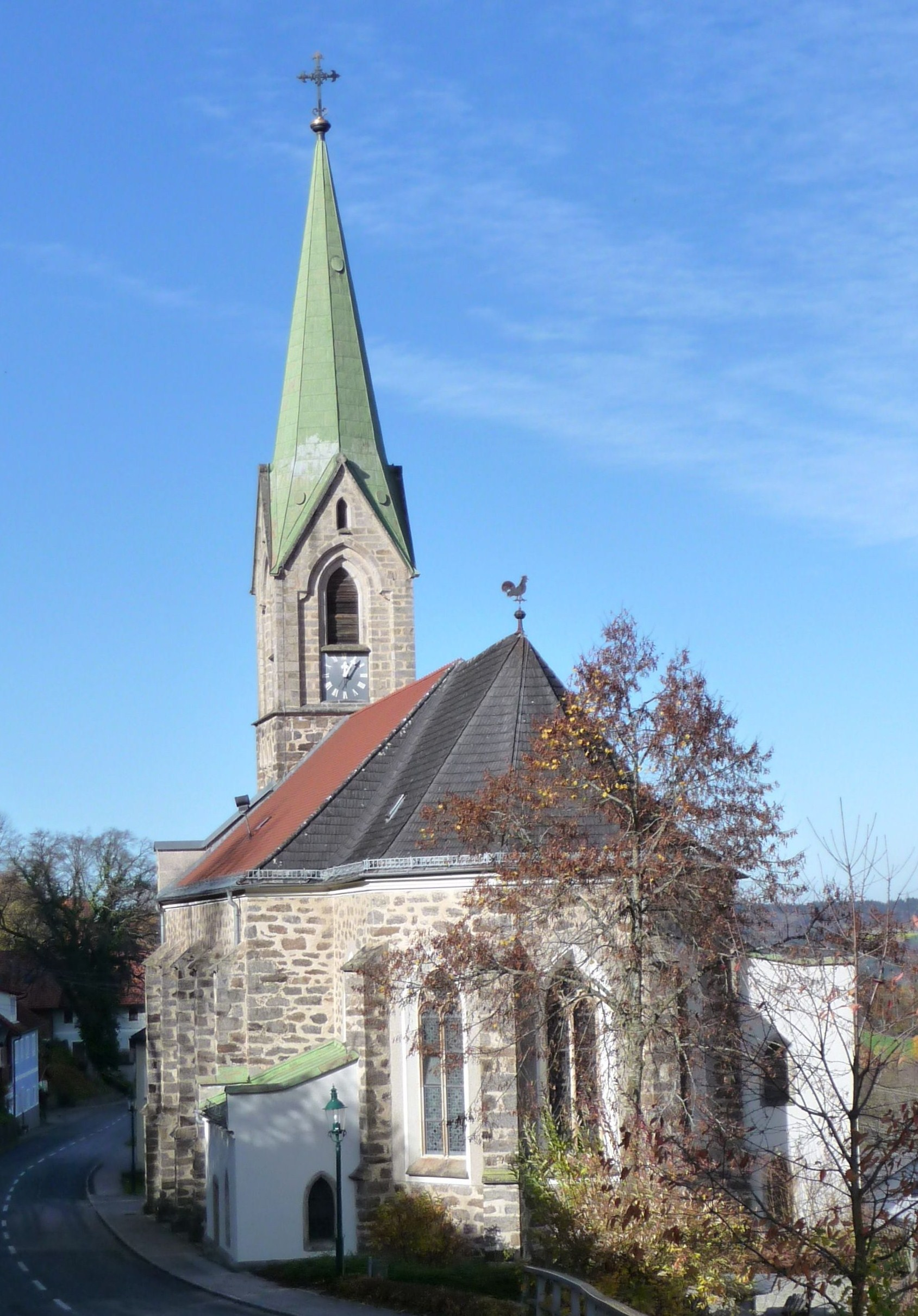
Katholische Pfarrkirche in Vichtenstein

Die römisch-katholische Pfarrkirche Vichtenstein mit dem Patrozinium hl. Hippolyt steht im Ort Vichtenstein in der Gemeinde Vichtenstein im Bezirk Schärding in Oberösterreich. Seit dem 1. Jänner 2023 gehört Vichtenstein als eine von 12 Pfarrteilgemeinden zur Pfarre Schärding der Diözese Linz. Die Kirche steht unter Denkmalschutz.

## Geschichte
Die neugotische Kirche wurde von 1877 bis 1880 nach Plänen des Linzer Dombaumeisters Otto Schirmer als zweischiffige Hallenkirche mit eingezogenem Chor in unverputztem Bruchsteinmauerwerk erbaut. Im Westen zeigt das Bauwerk einen Mittelturm mit steilem Faltdach, seitlich ist je ein zweigeschoßiger Anbau angefügt, im Norden die Taufkapelle, im Süden der Emporenaufgang. In den Chorecken sind Anbauten mit einem zweigeschoßigen Oratorium im Norden und einer eingeschoßigen Sakristei im Süden eingefügt.
Im Innern ist das Schiff mit Kreuzrippengewölben über oktogonalen Mittelpfeilern geschlossen, im östlichen und westlichen Joch finden sich Dreistrahlfiguren im Gewölbe. Im Westen ist eine zweiachsige Empore über zwei breiten gedrückten Spitzbögen zum Schiff geöffnet. Im Chor ist ein vierteiliges Sternrippengewölbe mit Rippenkranz über dem Polygon eingezogen.

## Ausstattung
Die Einrichtung ist neugotisch, möglicherweise nach Entwürfen von Otto Schirmer von 1880–82. Farbglasfenster der Firma Götz aus Gmunden erhellen den Raum. Die Muttergottes-Holzstatue entstand um 1430. Der Hochaltar von S. Koller mit reichem Maßwerkdekor und Fialenbekrönung zeigt seitlich je zwei wimpergbekrönte Spitzbogenfelder mit Relieffiguren, in der Mitte ein rechteckiger Tabernakel.
Die gleichzeitige neugotische Kanzel hat einen polygonalen Korb über einem schlanken Fuß, in den Feldern sind Figurenreliefs mit Christus und den Kirchenvätern zu sehen, der polygonale Schalldeckel zeigt Maßwerkdekor mit Fialenbekrönung. Die Orgel ist ein Werk von Johann Lachmayr aus dem Jahr 1896 mit 15 Registern auf zwei Manualen und Pedal und pneumatischer Traktur.